# 北欧館パン博物館
北欧館パン博物館（ほくおうかんパンはくぶつかん）は、かつて北海道札幌市西区山の手に所在した日本の企業博物館。株式会社北欧が1990年に開館したパンの博物館で、同社の本社兼工場「北欧館」に併設されていた。
パンの博物館としては日本初のもので、全国的にも珍しい施設であった。

## 概要
株式会社北欧の経営破綻後、2015年3月に同じ建物内に入っていた株式会社北欧のパン工場移転新設のため、博物館も閉鎖された
「北欧館」は2015年に売却され、建物も2016年に解体された。跡地には2017年に「スシロー札幌山の手店」が開店した。

## 主な展示品
- 古代エジプトで王様と一緒に埋葬されたパン職人の人形[5]
- パンの歴史を紹介したレプリカ[5]
- 北欧で実際に使われていたパン作りの道具[5]
- バイキング船のレプリカ[5]

## 施設
- パン工場（パン作りの工程が見学可能）[5]
- 北欧館スカンジナビアレストラン（パンのランチバイキング）[3]
- ベーカリーショップ（パンの販売）[5]

## 利用案内
- 所在地：札幌市西区山の手6-1-3-30
- 開館時間：11:30-14:30
- 休館日：平日（土・日・祝日のみ開館）、年末年始
  - 1階ベーカリーは7:30-19:00 年中無休
- 入館料：大人300円、中学生200円、小学生150円
  - 幼児は無料（同伴者の親も無料）

## 交通アクセス
- 札幌市営地下鉄東西線琴似駅 より
  - ジェイ・アール北海道バス「発寒橋」下車
  - 北海道中央バス「発寒橋」下車